# The Rev
James Owen Sullivan (født 9. februar 1981, Huntington Beach, Californien - død 28. december 2009), bedre kendt som The Reverend Tholomew Plague forkortet som The Rev var trommeslager for det amerikanske band Avenged Sevenfold. Han var også forsanger for bandet Pinkly Smooth, et band hvor han var kendt som Rat Head. Pinkly Smooth var et sideprojekt som han havde med leadguitaristen fra Avenged Sevenfold, Synyster Gates.
Sullivan gik på Huntington Beach University i Californien.
Han blev fundet død i sit hjem den 28. december 2009, 28 år gammel.

## Pinkly Smooth
Pinkly Smooth var et amerikansk heavy metal band. Bandet blev formet i sommeren 2001 i Huntington Beach, Californien, som et sideproject for Avenged Sevenfolds trommeslager/sangskriver Jimmy "The Rev" Sullivan, som originalt havde The Rev (under navnet "Rathead") på vokalerne, sammen med Avenged Sevenfold medlem Synyster Gates på guitar og tidligere Ballistico medlemmer Buck Silverspur(under navnet "El Diablo") på bas og Derek Eglit(under navnet Super Loop) på trommer. De udgav ét album, Unfortunate Snort, som havde tidligere Avenged Sevenfold-bassist Justin Meacham (under navnet Justin Sane) som keyboard spiller, og skrevet primært af The Rev og Synyster Gates.
Bandet gik i opløsning i 2002.

## Diskografi

### med Suburban Legends
- Origin Edition (1999)

### med Pinkly Smooth
- Unfortunate Snort (2001)

### med Brian Haner
- Fistfight at the Wafflehouse (2010) (posthumt; tormmer på "Bring My Baby Back")

### med Avenged Sevenfold
- Sounding the Seventh Trumpet (2001)
- Waking the Fallen (2003)
- City of Evil (2005)
- Avenged Sevenfold (2007)
- Live in the LBC & Diamonds in the Rough (2008)
- Nightmare (2010) (posthumt; tekst, komponist og vokal. vokal og trommer på demonumre, forsanger på "Fiction", growl på "Save Me", sangskriver på alle sange)
- Life Is but a Dream... (2023) (posthumt; tekst på "Beautiful Morning"; bro på "Mattel")